# Gastrochilus fuscopunctatus
Gastrochilus fuscopunctatus — эпифитное трявянистое растение семейства Орхидные. 
Вид не имеет устоявшегося русского названия, в русскоязычных источниках используется научное название Gastrochilus fuscopunctatus.

## Синоним
По данным Королевских ботанических садов в Кью:
- Saccolabium fuscopunctatum Hayata, 1912 basionym

## Биологическое описание
Цветы до 9 мм в диаметре.

## Ареал
Тайвань.

## В культуре
Свет: 20000—30000 люкс (рассеянный свет, лёгкое притенение).
Температурная группа умеренная.
Субстрат никогда не должен пересыхать полностью. Цветение в любое время года.
Наиболее предпочтительна посадка на блок.